# Jančí

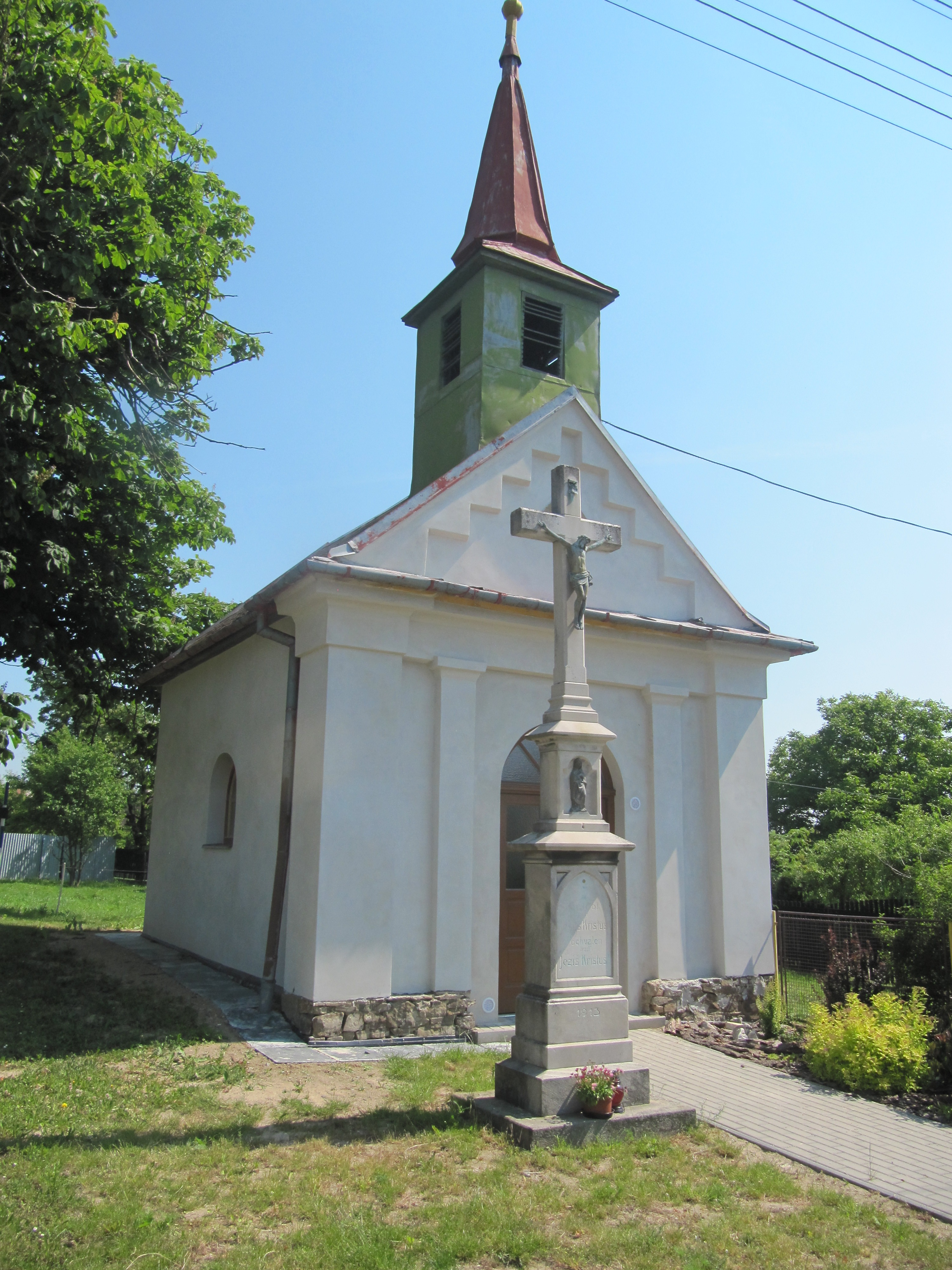
Kapelle Mariä Himmelfahrt

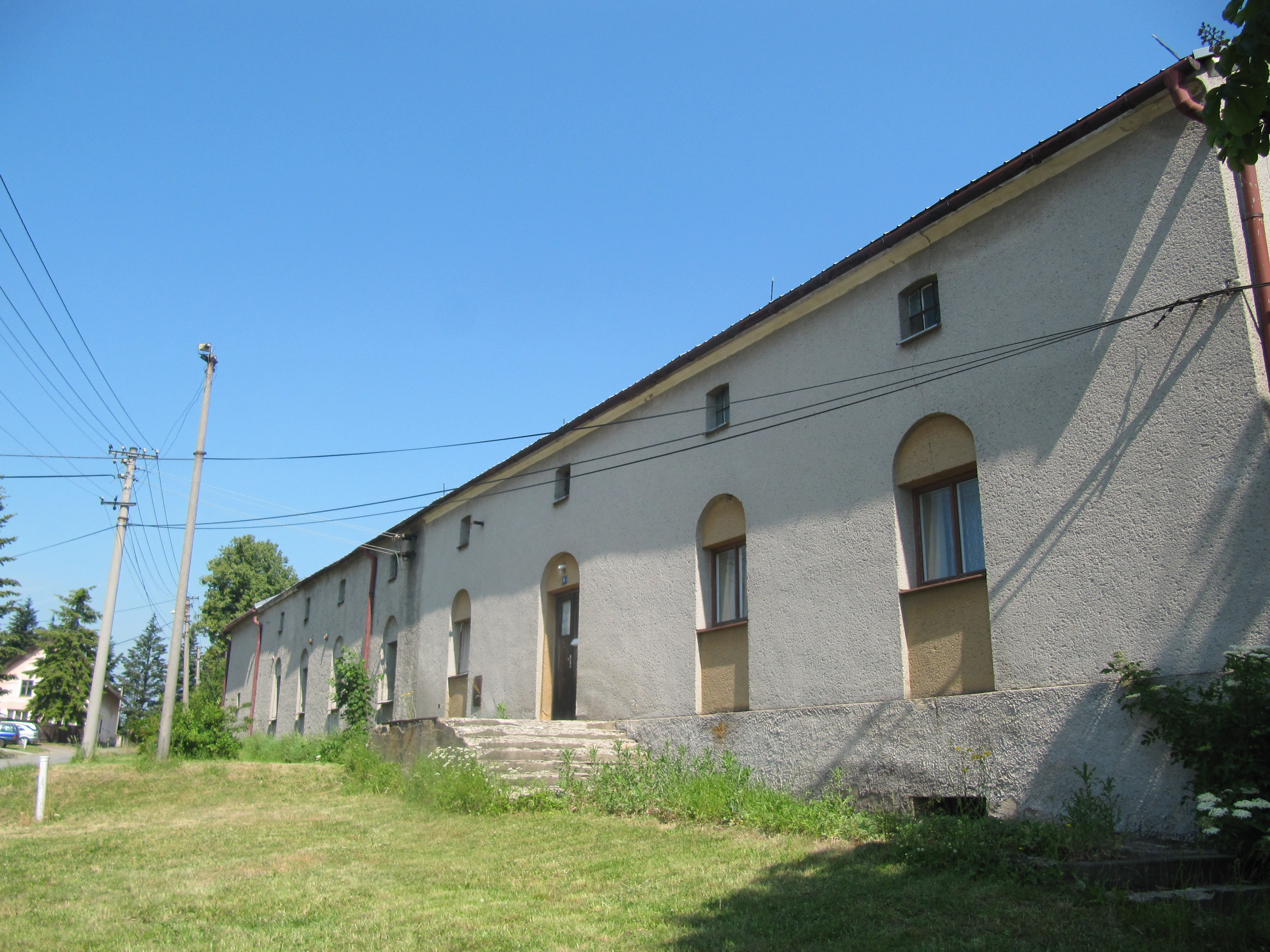
Haus Nr. 15

Jančí (deutsch Jantsch) ist ein Ortsteil der Minderstadt Březová in Tschechien. Er liegt sieben Kilometer östlich von Vítkov und gehört zum Okres Opava.

## Geographie
Jančí befindet sich rechtsseitig über dem Tal des Baches Červenka in der Vítkovská vrchovina (Wigstadtler Berge). Im Norden erhebt sich der Tršlovec (531 m n.m.), südöstlich die Vrchy (540 m n.m.). Östlich des Dorfes verläuft die Staatsstraße I/57 zwischen Hradec nad Moravicí und Fulnek. Gegen Norden erstreckt sich der Naturpark Moravice, südlich der Naturpark Oderské vrchy.
Nachbarorte sind Dršlovec, Jelenice und Březová im Norden, Leskovec und Gručovice im Nordosten, Horní Nový Dvůr und Dolní Nový Dvůr im Osten, Lukavec und Vrchy im Südosten, Moravské Vlkovice im Süden, Dolejší Kunčice im Südwesten, Nové Vrbno im Westen sowie Větřkovice im Nordwesten.

## Geschichte
Jančí ist eine Gründung der Benediktinerpropstei Březová (Briesau). Die erste urkundliche Erwähnung des Dorfes erfolgte im Jahre 1386. Seit 1412 ist in Gencz ein Vogt nachweislich. Nach der Zerstörung der Propstei durch die Hussiten im Jahre 1427 wurden die Güter der Propstei zwischen den Herrschaften Grätz und Fulnek aufgeteilt, wobei Jančí zu Grätz kam und das südlichste Dorf der Herrschaft wurde. Um 1720 bestand das Dorf aus einem Erbvogt, zwölf Bauern, zwei Halbbauern und drei Chalupnern. Besitzer der Erbvogtei war um 1700 David Schenk, danach die Familie Banhayer bzw. Beinhauer.
Im Jahre 1834 bestand das Dorf Jantsch bzw. Jancy aus 32 Häusern, in denen 224 mährischsprachige Personen lebten. Haupterwerbsquellen bildeten der Ackerbau und die Viehzucht. Im Ort gab es eine Erbrichterei. Pfarr- und Schulotz war Briesau. Bis zur Mitte des 19. Jahrhunderts blieb Jantsch der Minderherrschaft Grätz untertänig.
Nach der Aufhebung der Patrimonialherrschaften bildete Jančí / Jantsch ab 1849 eine Gemeinde im Gerichtsbezirk Wigstadtl. Ab 1869 gehörte Jantsch zum Bezirk Troppau. Zu dieser Zeit hatte das Dorf 240 Einwohner und bestand aus 38 Häusern. Im Jahre 1900 lebten in Jantsch 246 Personen, 1910 waren es 245. Im Jahre 1930 bestand Jantsch aus 48 Häusern und hatte 221 Einwohner; 1939 waren es 220. Nach dem Münchner Abkommen wurde die mehrheitlich lachischsprachige Gemeinde 1938 dem Deutschen Reich zugesprochen und gehörte bis 1945 zum Landkreis Troppau. Nach dem Ende des Zweiten Weltkrieges kam die Gemeinde zur Tschechoslowakei zurück, die deutschsprachige Minderheit wurde vertrieben. 1949 wurde Jančí dem neu gebildeten Okres Vítkov zugeordnet, der bei der Gebietsreform von 1960 wieder aufgehoben wurde. Im Jahre 1950 hatte das Dorf 163 Einwohner. Am 1. Januar 1977 wurde Jančí nach Březová eingemeindet. Beim Zensus von 2001 lebten in den 51 Häusern von Jančí 143 Personen.

## Ortsgliederung
Der Ortsteil Jančí bildet einen Katastralbezirk.

## Sehenswürdigkeiten
- Kapelle Mariä Himmelfahrt, sie wurde 2016 rekonstruiert und anlässlich der 630-Jahr-Feier des Dorfes feierlich gesegnet[5]
- Steinernes Kreuz vor der Kapelle
- Steinernes Kreuz am nördlichen Ortsausgang